# Andrzej Duda
Andrzej Sebastian Duda (Cracóvia, 16 de maio de 1972) é um advogado e político polonês, foi o sexto presidente da Polônia de 2015 a 2025. Antes de se tornar presidente, ele foi membro do Sejm (MP) de 2011 a 2014 e membro do Parlamento Europeu (MEP) de 2014 a 2015.
Nascido em Cracóvia, Duda foi o candidato presidencial do partido Lei e Justiça (PiS) durante a eleição presidencial de maio de 2015. No primeiro turno de votação, ele recebeu 5.179.092 votos - 34,76% dos votos válidos. No segundo turno, ele recebeu 51,55% dos votos, derrotando o presidente em exercício Bronisław Komorowski, que recebeu 48,45% dos votos. Em 26 de maio de 2015, Duda renunciou à sua filiação ao partido como presidente eleito.
Em outubro de 2019, Duda recebeu o apoio oficial do Lei e Justiça (PiS) antes de sua campanha de reeleição em 2020. Ele terminou em primeiro lugar no primeiro turno e derrotou Rafał Trzaskowski no segundo turno com 10.440.648 votos, representando 51,03% dos votos no pleito. Ao longo de seu primeiro e segundo mandatos, Duda se alinhou amplamente com as ideologias de direita adotadas pelo PiS e seu líder Jarosław Kaczyński. Após a invasão russa na Ucrânia em fevereiro de 2022, Duda desempenhou um papel importante na coordenação dos esforços internacionais para apoiar as forças armadas da Ucrânia.

## Início da vida e educação
Andrzej Sebastian Duda nasceu em 16 de maio de 1972 em Cracóvia, filho de Janina (Milewska) e Jan Tadeusz Duda, professores da Universidade de Ciência e Tecnologia AGH. Seu avô lutou na Guerra Polaco-Soviética e, mais tarde, foi membro do Exército Nacional durante a Segunda Guerra Mundial.
Entre 1987 e 1991, Duda frequentou a Escola de Ensino Médio Jan III Sobieski, em Cracóvia, onde se destacou em Ciências Humanas. Posteriormente, estudou direito na Universidade Jagiellonian onde se formou. Em 2001, foi nomeado assistente de pesquisa no Departamento de Direito Administrativo da Faculdade de Direito e Administração da Universidade Jaguelônica. Em janeiro de 2005, Duda obteve o título de Doutor em Direito (LL.D.) na Universidade Jaguelônica. Devido à sua carreira política, ele tem estado quase sempre em licença não remunerada da universidade desde setembro de 2006, exceto por um intervalo de 13 meses iniciado em setembro de 2010, quando retornou à universidade. Além disso, ele foi professor na Faculdade de Educação e Administração Mieszko I, em Poznań.

## Carreira política

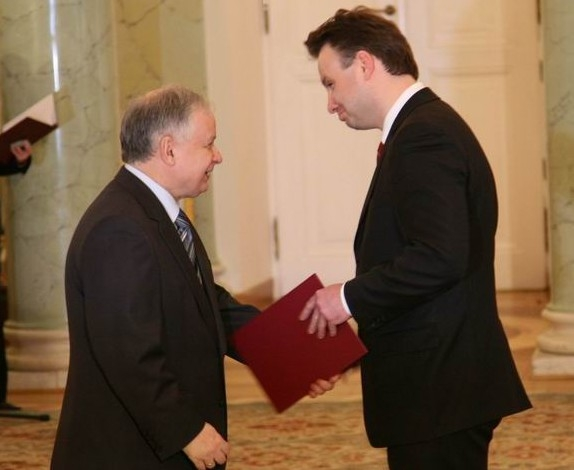
Presidente Lech Kaczyński nomeando Duda como subsecretário de Estado na Chancelaria do Presidente, 16 de janeiro de 2008

Duda iniciou sua carreira política no extinto Partido da União da Liberdade no início dos anos 2000. Após as eleições parlamentares de 2005, ele iniciou sua colaboração com o Partido Lei e Justiça (PiS). Ele foi subsecretário de estado no Ministério da Justiça entre 2006 e 2007, antes de se tornar membro do Tribunal Estadual Polonês de 2007 a 2008.
De 2008 a 2010, durante a presidência de Lech Kaczyński, Duda foi subsecretário de Estado na Chancelaria do Presidente. Em 2010, foi candidato a prefeito de Cracóvia pelo partido Lei e Justiça (PiS), mas não se elegeu. No entanto, obteve sucesso na eleição parlamentar de 2011, conquistando 79.981 votos na região de Cracóvia e tornando-se, assim, membro do Sejm.
Em setembro de 2013, a revista Polityka elogiou Duda por ser um dos membros mais ativos do parlamento, descrevendo-o como aberto aos argumentos da oposição e evitando ataques pessoais, como parte de sua função na Comissão de Responsabilidade Constitucional. Duda permaneceu como membro do Sejm até ser eleito para o Parlamento Europeu em 2014.

### Eleição presidencial de 2015
À medida que o mandato presidencial de Bronisław Komorowski se aproximava do fim, ele disputou a reeleição na eleição presidencial programada. Seu principal adversário foi Andrzej Duda, candidato do partido Lei e Justiça (PiS).
No primeiro turno da eleição presidencial de 2015, Duda ficou em primeiro lugar, recebendo 5.179.092 votos e, portanto, 34,76% dos votos válidos.
No segundo turno, Duda obteve 51,55% dos votos contra 48,45% de seu rival, o presidente em exercício Bronisław Komorowski.
Em 26 de maio de 2015, ele renunciou oficialmente à filiação ao partido; um precedente recente exige que o presidente não seja um membro formal de um partido político.

### Eleição presidencial de 2020
No primeiro turno da eleição presidencial de 2020, Duda parecia estar em primeiro lugar, recebendo quase 44% dos votos. O prefeito de Varsóvia, Rafał Trzaskowski, ficou em segundo lugar, com pouco mais de 30% dos votos. O segundo turno foi realizado em 12 de julho e Duda foi reeleito com 51,03%.

## Presidência (2015–2025)

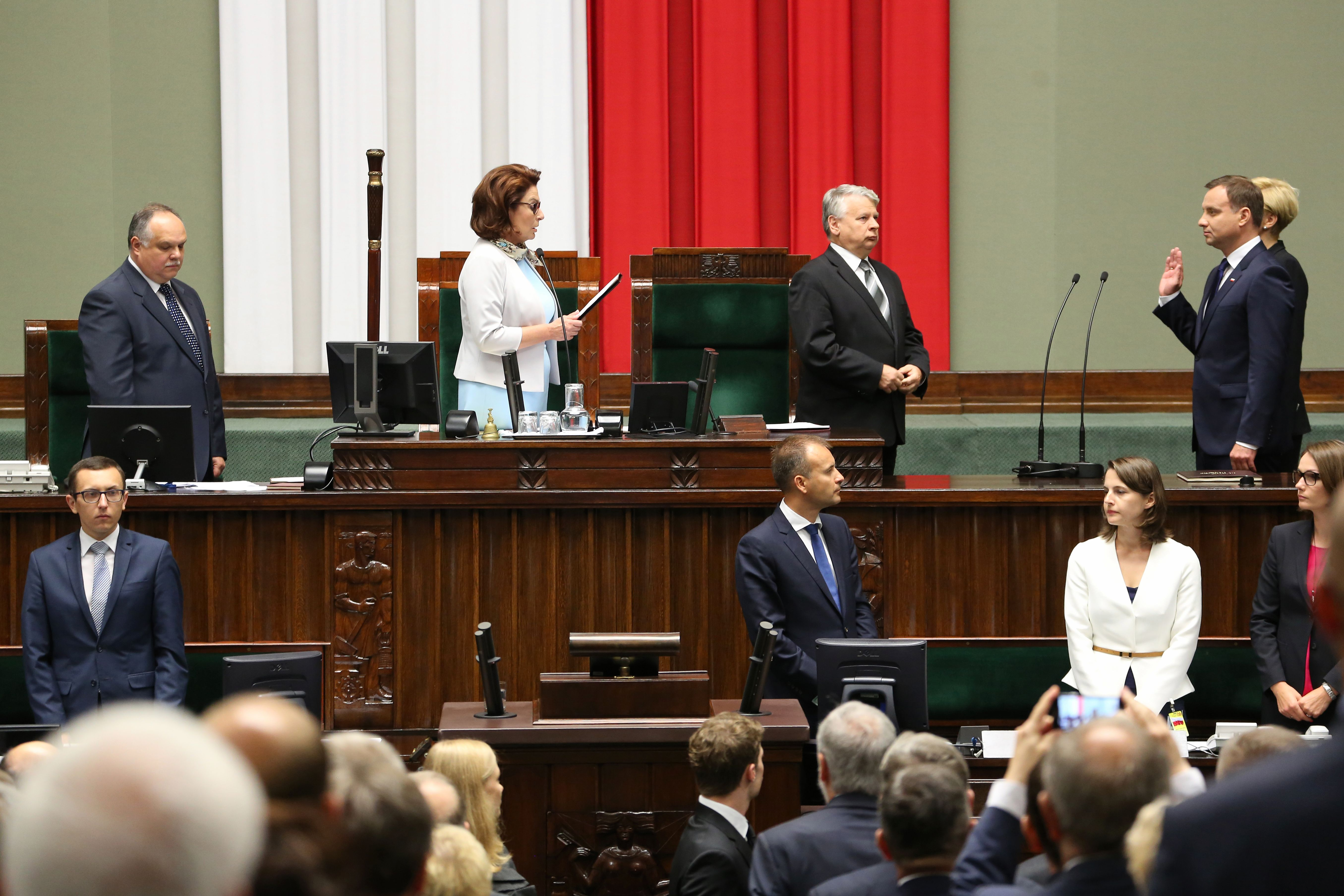
Andrzej Duda fazendo o juramento de posse, 6 de agosto de 2015

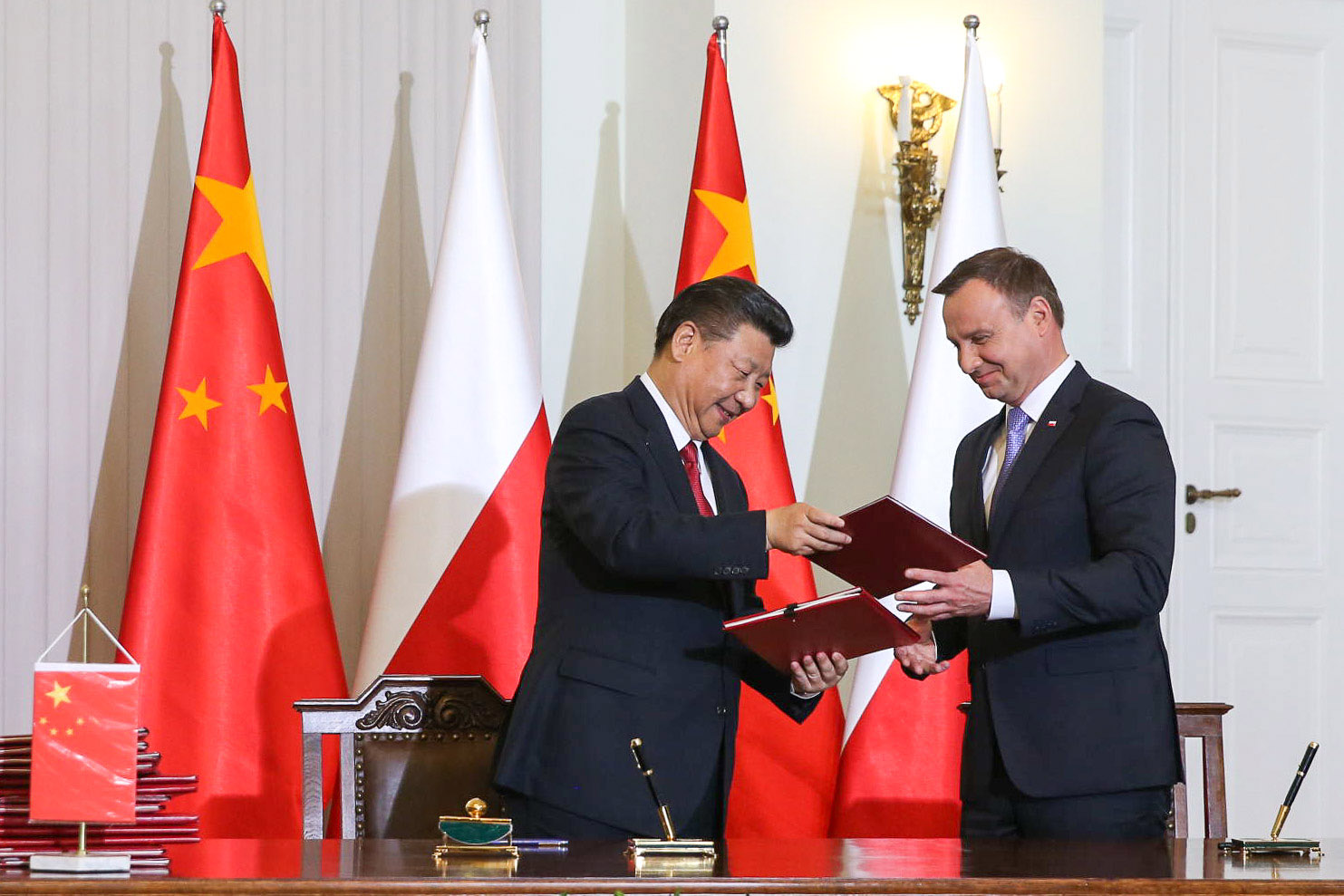
Duda e Xi Jinping assinando uma declaração sobre parceria estratégica, junho de 2016

O primeiro mandato de cinco anos de Andrzej Duda começou em 6 de agosto de 2015, com o juramento de posse durante uma sessão da Assembleia Nacional.
Duda rejeitou a proposta da União Europeia de cotas de migrantes para redistribuir os requerentes de asilo, dizendo: "Não vou concordar com o ditado dos mais fortes. Não apoiarei uma Europa em que a vantagem econômica do tamanho de uma população será um motivo para forçar soluções em outros países, independentemente de seus interesses nacionais".
Em setembro de 2015, a primeira-ministra Ewa Kopacz declarou que a Polônia, como expressão da “solidariedade europeia”, acolheria 2.000 pessoas nos próximos dois anos, principalmente da Síria e da Eritreia (das 3.700 originalmente solicitadas).
Duda e a presidente croata Kolinda Grabar-Kitarović foram os criadores da Iniciativa dos Três Mares.
Duda se reuniu várias vezes com o secretário-geral do Partido Comunista Chinês, Xi Jinping, afirmando que “as empresas polonesas se beneficiarão enormemente” da Iniciativa Um Cinturão, Uma Rota da China. Duda e Xi assinaram uma declaração sobre parceria estratégica, na qual reiteraram que a Polônia e a China se viam como parceiros estratégicos de longo prazo. Duda disse que espera que a Polônia se torne uma porta de entrada da Europa para a China.
Em setembro de 2017, seu índice de aprovação foi de 71% e, em fevereiro de 2018, de 72%, um recorde superado apenas por Aleksander Kwaśniewski, cujos índices de aprovação ultrapassaram 75% de 1995 a 2005.

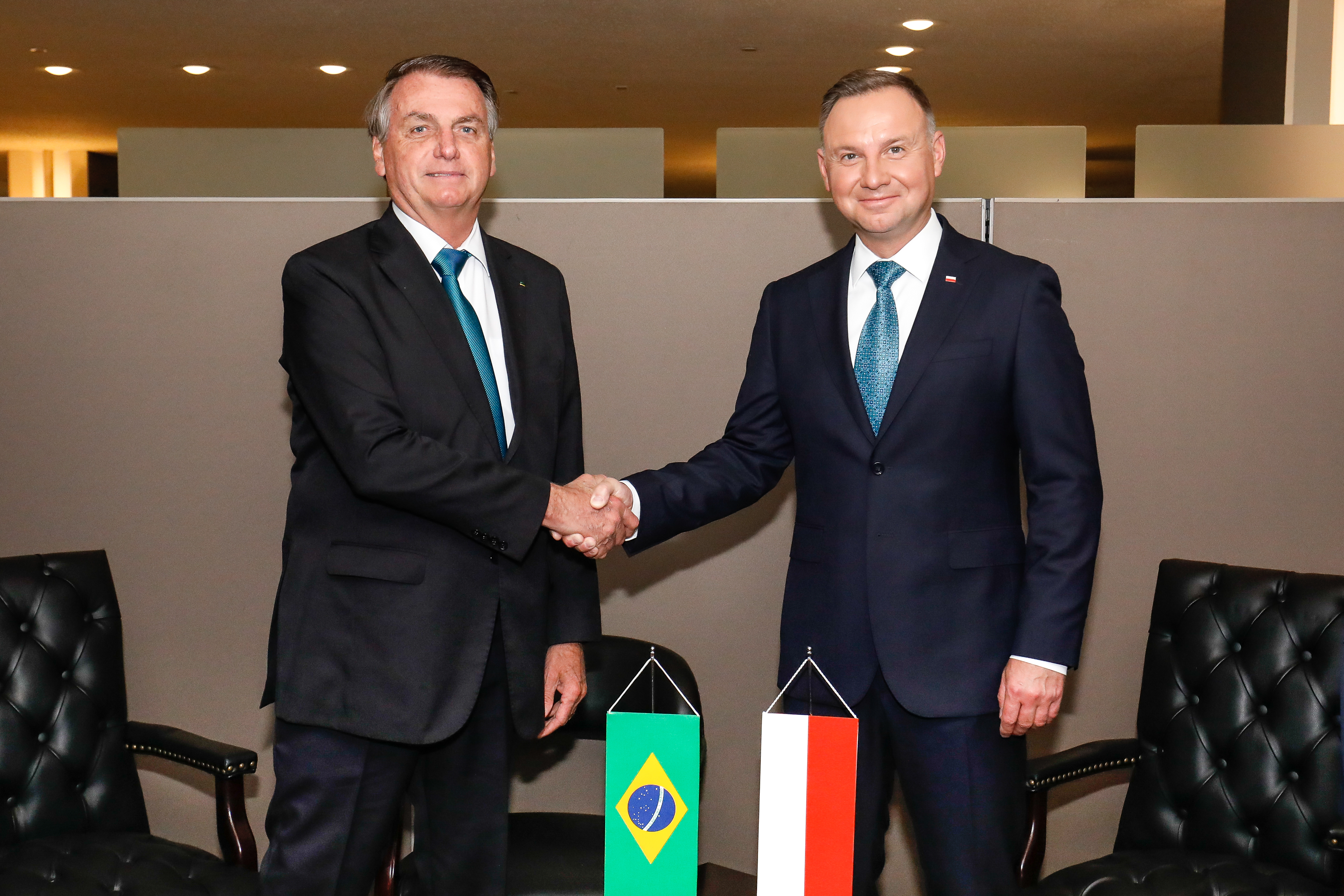
Duda com o presidente brasileiro Jair Bolsonaro em Nova York, 21 de setembro de 2021

No Fórum Econômico Mundial de 2019, em Davos, Jair Bolsonaro se reuniu apenas com presidentes de posições de política de extrema-direita, incluíndo Andrzej Duda. Apesar das tentativas de aproximação entre os dois governos, a Polônia recusou a visita da comitiva presidencial brasileira após o encontro do presidente brasileiro com Vladimir Putin em 16 de fevereiro, oito dias antes da Invasão da Ucrânia pela Rússia em 2022.
Em 27 de dezembro de 2021, Duda vetou o projeto de lei Lex TVN, um projeto de lei do governo do Partido Lei e Justiça (PiS) para combater a propriedade estrangeira na mídia polonesa.
Em 6 de junho de 2023, Duda apresentou três metas da presidência da Polônia na União Europeia no primeiro semestre de 2025. A primeira meta é aprofundar a cooperação transatlântica e fortalecer o relacionamento entre a União Europeia e os Estados Unidos. A segunda meta é expandir ainda mais a comunidade para incluir a Ucrânia, a Moldávia e os Bálcãs Ocidentais e, no futuro, também outros países aspirantes. O terceiro objetivo será aumentar a segurança energética da Europa.
Em 2024, Duda criticou os planos do primeiro-ministro Donald Tusk de suspender o direito de asilo na Polônia para migrantes irregulares, chamando-o de “erro fatal” que também afetaria dissidentes da Rússia e de Bielorrússia.

### Perdão de Mariusz Kaminski
Em novembro de 2015, com base no Artigo 139 da Constituição da Polônia, Duda perdoou o ex-chefe do Escritório Central Anticorrupção (CBA), Mariusz Kamiński, e três oficiais do CBA condenados por um tribunal de 1ª instância no chamado “ Caso da Terra”, marcando o primeiro perdão concedido por um presidente antes do veredito final. De acordo com alguns advogados (incluindo os professores Jan Zimmermann - promotor do doutorado de Andrzej Duda, Leszek Kubicki - ex-ministro da Justiça e Andrzej Zoll - ex-presidente do Tribunal Constitucional), Duda agiu em violação da Constituição da Polônia.

### Crise constitucional de 2015

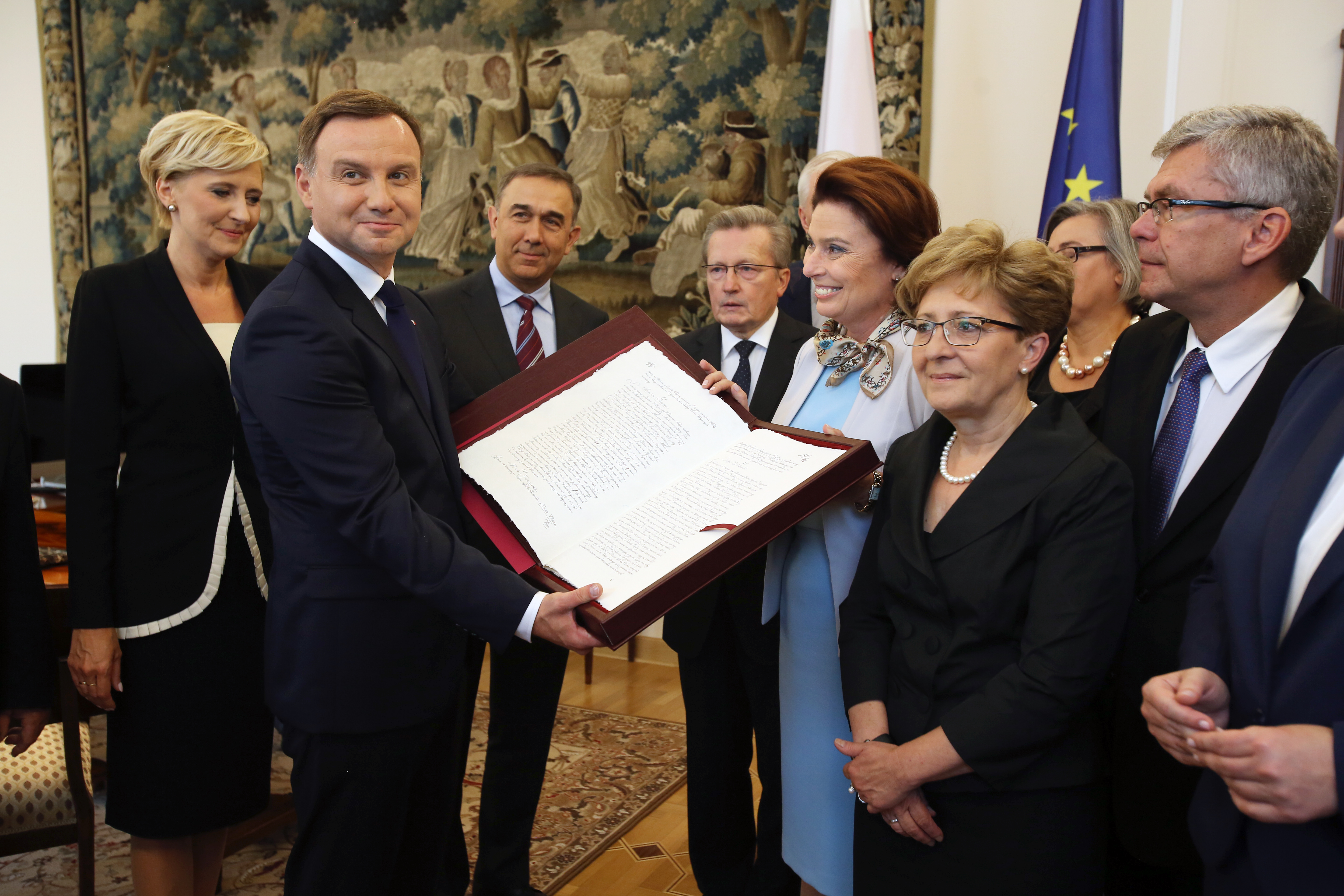
Andrzej Duda durante uma reunião com o Conselho de Seniores do Sejm e o Conselho de Seniores do Senado no Sejm

Andrzej Duda recusou-se a dar posse a qualquer um dos cinco candidatos a juiz do Tribunal Constitucional selecionados pelo Sejm. Três deles haviam sido selecionados desde 7 de novembro de 2015, cuja eleição foi declarada constitucional. Entre 3 e 9 de dezembro de 2015, Duda empossou cinco outros candidatos para o mesmo cargo selecionados pelo Sejm.
Em 28 de dezembro de 2015, Duda assinou o projeto de lei do Tribunal Constitucional (aprovado em 22 de dezembro de 2015 pelo Sejm), que viola inequivocamente a Constituição da Polônia, de acordo com o Conselho Nacional do Judiciário da Polônia, o Procurador-Geral e o Ombudsman polonês.
Em julho de 2017, Duda informou ao público que havia decidido vetar dois projetos de lei judiciais controversos apoiados pelo governo e aprovados por ambas as casas do parlamento polonês. O porta-voz do presidente disse posteriormente que o terceiro ato - o projeto de lei dos tribunais comuns - seria assinado. O veto foi apenas um exemplo da oposição de Duda às políticas do Partido Lei e Justiça.

### Política de memória e o Holocausto
Em fevereiro de 2018, Duda disse que assinaria a Emenda à Lei sobre o Instituto de Memória Nacional, tornando ilegal acusar “a nação polonesa” de cumplicidade no Holocausto e em outras atrocidades da Alemanha nazista, uma medida que abalou as relações com Israel, com o primeiro-ministro Benjamin Netanyahu chegando a acusar o governo polonês de “negar o Holocausto”.
Em setembro de 2022, Duda e sua esposa compareceram ao funeral do sobrevivente do Holocausto Edward Mosberg nos Estados Unidos, e Duda anunciou que estava concedendo a Mosberg a Grã-Cruz da Ordem do Mérito da República da Polônia, a mais alta condecoração polonesa em sua categoria. Ele o concedeu em reconhecimento às realizações de Mosberg no avanço do diálogo polonês-judaico e no desenvolvimento da cooperação entre as nações, e por preservar a memória e comunicar o que aconteceu no Holocausto.

### Postura em relação aos direitos LGBTQ
Em junho de 2020, Duda disse que não permitiria que casais gays se casassem ou adotassem crianças, descrevendo o movimento LGBTQ como “uma ideologia estrangeira” e comparando-o à doutrinação na União Soviética. Ele também prometeu que proibiria o “ensino LGBTQ” nas escolas. Em resposta aos comentários de Duda, o ex-primeiro-ministro da Bélgica Elio Di Rupo pediu publicamente à Comissão Europeia uma reação oficial. Logo após seus comentários, Duda convidou o candidato presidencial Robert Biedroń (que havia pedido para se encontrar com o presidente) e o ativista LGBTQ, Bartosz Staszewski, ao Palácio Presidencial, embora Robert Biedroń tenha recusado o convite, recusando-se a se encontrar com o presidente Duda até que ele se desculpasse. De acordo com Staszewski, durante a reunião, Duda citou a liberdade de expressão para defender suas palavras sobre a “ideologia LGBTQ”.
Em 4 de julho de 2020, Duda propôs mudar a constituição para proibir casais LGBTQ de adotarem crianças. Em 6 de julho de 2020, ele assinou um documento com uma minuta presidencial da emenda à Constituição polonesa.

### Política externa

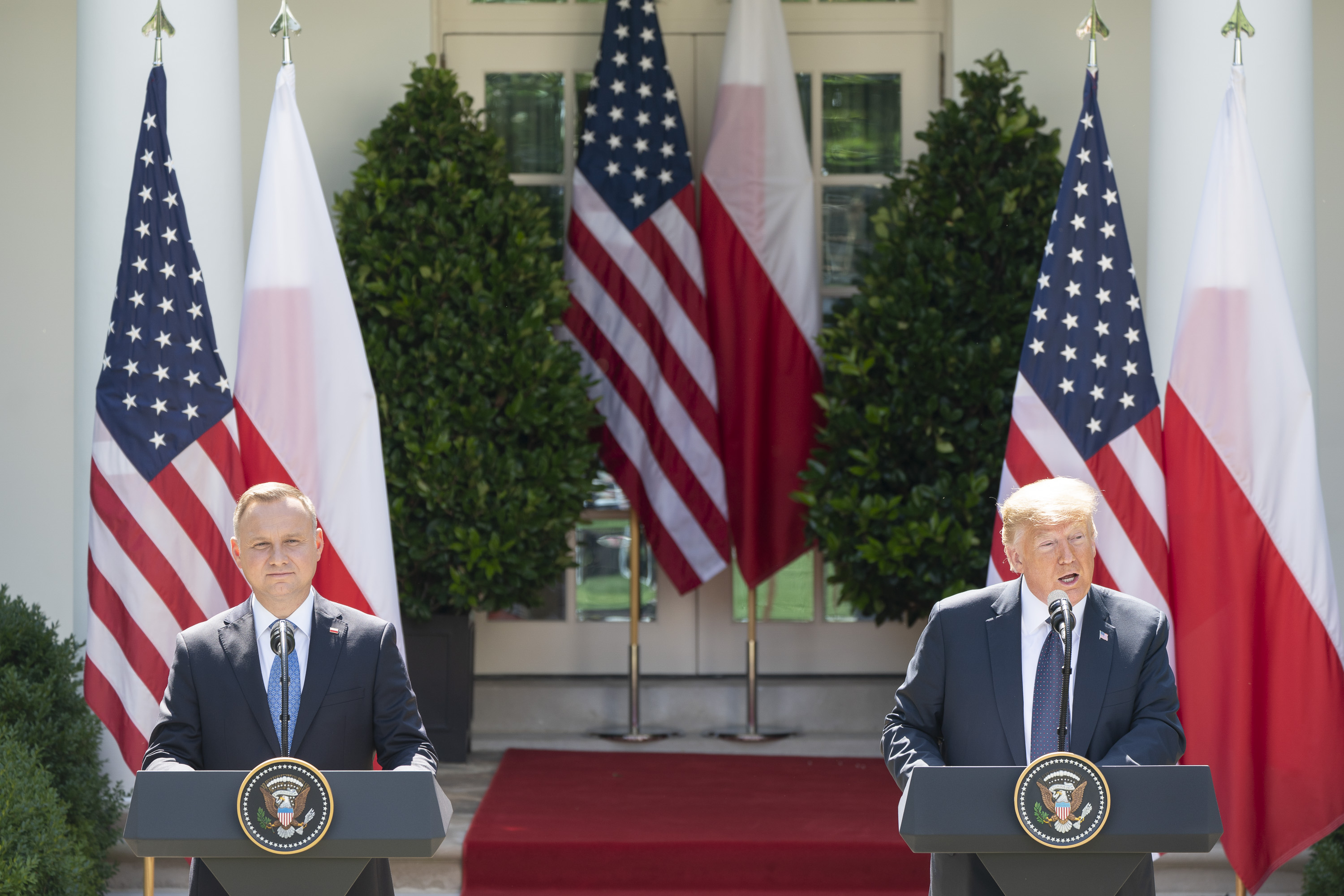
Duda foi o primeiro líder estrangeiro a viajar para a Casa Branca desde o início da pandemia da COVID-19.

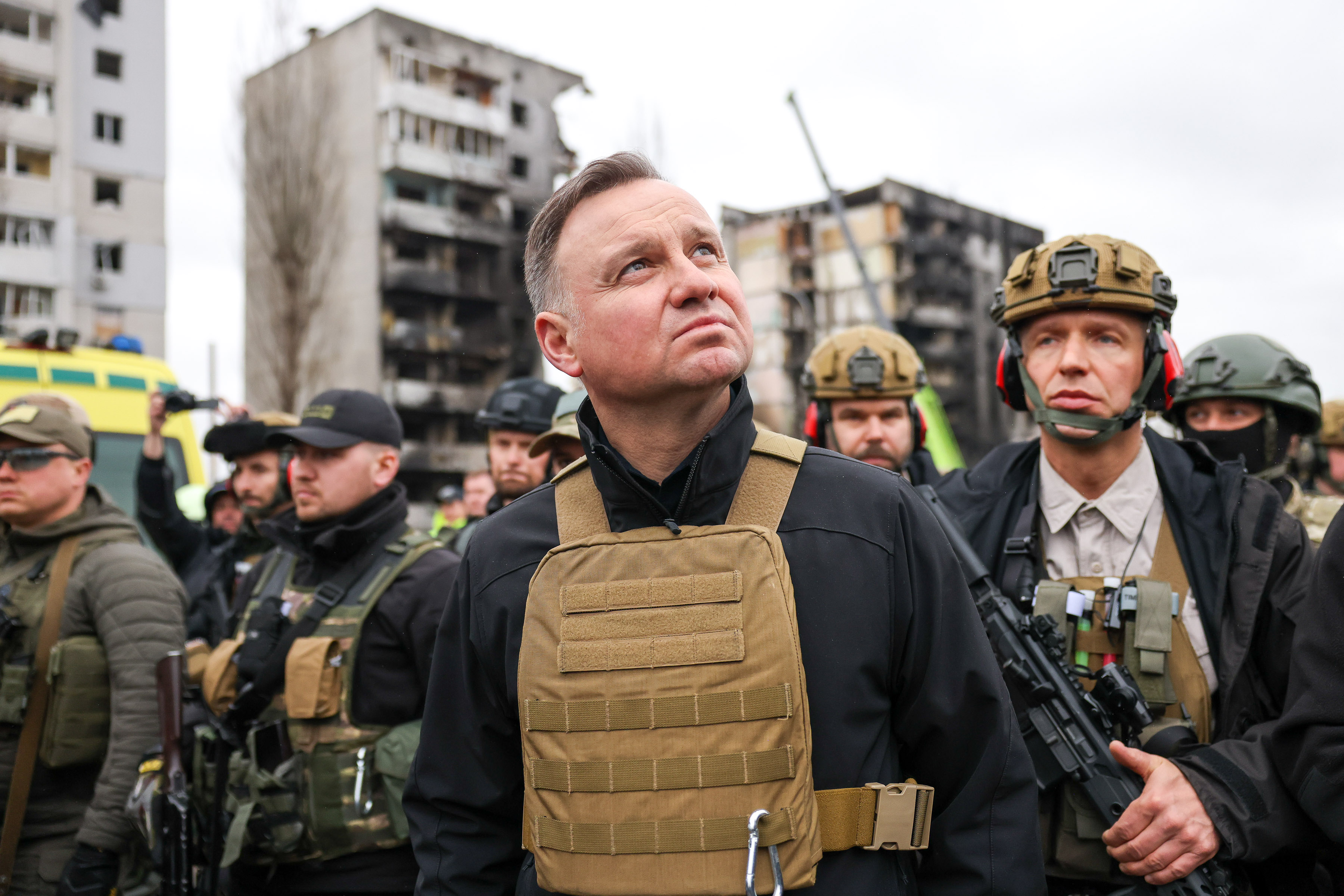
Andrzej Duda na Ucrânia em abril de 2022

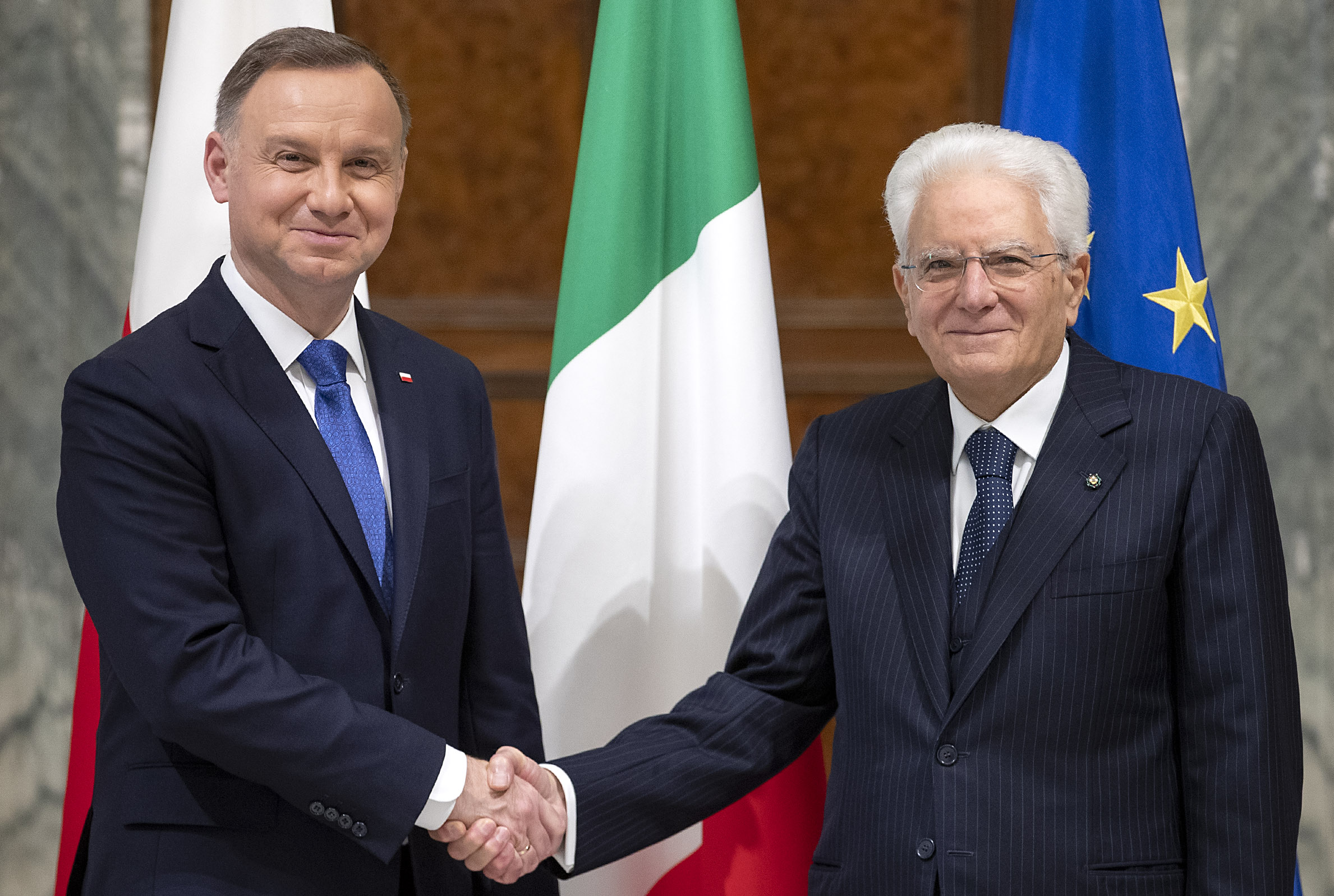
Duda com o presidente italiano Sergio Mattarella em Roma, em 18 de outubro de 2022

Em outubro de 2017, ele se reuniu com o presidente turco Recep Tayyip Erdoğan e apoiou a adesão da Turquia à União Europeia.
O presidente dos EUA, Donald Trump, elogiou Duda, dizendo: “Ele está fazendo um excelente trabalho”. Em setembro de 2019, Trump e Duda concordaram em enviar 1.000 soldados dos EUA para a Polônia.
Em 24 de junho de 2020, Trump disse em uma coletiva de imprensa com Duda que os Estados Unidos planejavam transferir algumas tropas americanas da Alemanha para a Polônia. Trump disse que "a Polônia é um dos poucos países que estão cumprindo suas obrigações no âmbito da OTAN, em particular, suas obrigações monetárias, e eles nos perguntaram se poderíamos enviar mais algumas tropas. Eles vão pagar por isso".
Em fevereiro de 2022, Duda participou da cerimônia de abertura dos Jogos Olímpicos de Inverno em Pequim e se reuniu com o presidente chinês Xi Jinping. Alguns diplomatas poloneses criticaram a visita de Duda à China porque alguns dos aliados ocidentais da Polônia boicotaram os Jogos Olímpicos de Inverno na China devido ao suposto genocídio dos uigures e outras violações dos direitos humanos na China.
Em outubro de 2022, Duda declarou que a Polônia estaria disposta a receber armas nucleares dos EUA.
Em março de 2023, Duda visitou o Catar, rico em gás, e os Emirados Árabes Unidos. Ele se concentrou na segurança e na cooperação energética.
Em 7 de outubro de 2023, ele condenou as ações do Hamas durante a guerra em Gaza e expressou seu apoio a Israel e seu direito à autodefesa.

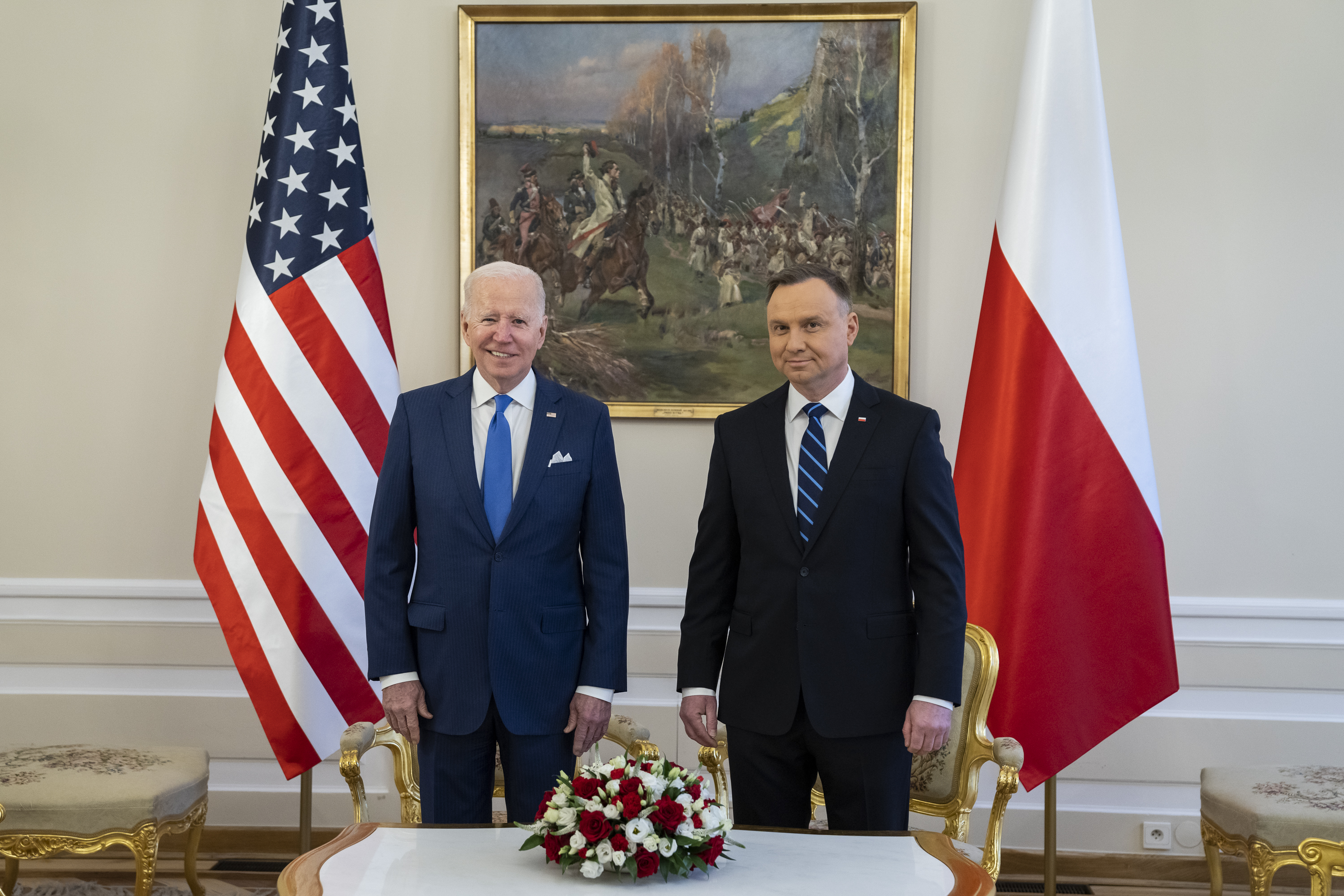
Duda com o presidente dos EUA, Joe Biden, em Varsóvia, em março de 2022

Em 9 de janeiro de 2025, Duda pediu ao primeiro-ministro Donald Tusk e ao seu governo que garantissem passagem segura para o primeiro-ministro israelense Benjamin Netanyahu viajar para um evento que marcava o 80º aniversário da libertação do campo de concentração de Auschwitz pelas tropas soviéticas, apesar de Netanyahu enfrentar um mandado de prisão do Tribunal Penal Internacional por crimes de guerra israelenses na guerra de Gaza. Em resposta, Tusk garantiu uma passagem segura para Netanyahu.

### Lei "Lex Tusk"
Em 29 de maio de 2023, durante uma coletiva de imprensa, Duda anunciou a intenção de assinar a “Lex Tusk”, uma lei que estabelece uma comissão para investigar a influência russa na Polônia. De acordo com a lei, espera-se que a comissão publique seu primeiro relatório em setembro, antes das eleições parlamentares. A lei chegou à mesa do presidente depois que o Sejm rejeitou o veto do Senado sobre o assunto em 26 de maio. O Senado recomendou a rejeição da lei em sua totalidade devido à sua natureza antidemocrática, inúmeros erros e 13 possíveis violações da constituição.  Em 7 de junho de 2023, a Comissão Europeia iniciou um processo legal contra a Polônia em relação à lei amplamente debatida. Bruxelas estava preocupada com o fato de que a lei poderia ser usada para atingir políticos da oposição nas eleições gerais do país, que estavam programadas e ocorreram no final de 2023.

## Vida pessoal
Duda é casado com Agata Kornhauser-Duda, professora de alemão na Jan III Sobieski High School em Cracóvia. Eles se conheceram quando eram estudantes do ensino médio, em uma festa. Eles estão casados desde 21 de dezembro de 1994. Eles têm uma filha chamada Kinga (nascida em 1995). O sogro de Duda é Julian Kornhauser, um conhecido escritor, tradutor e crítico literário.
Duda é um esquiador entusiasmado e participou do Campeonato Acadêmico Polonês de Esqui Alpino quando era estudante universitário.

Duda é um católico romano praticante. Ele participou de cerimônias religiosas em muitas ocasiões, incluindo a Missa da Meia-Noite, a bênção de alimentos no Sábado Santo e a procissão de Corpus Christi em Cracóvia.